# Kap LeBlanc
Das Kap LeBlanc ist ein vereistes Kap am nördlichen Ende der Noville-Halbinsel im Norden der Thurston-Insel vor der Eights-Küste des westantarktischen Ellsworthlands. Es ist gleichzeitig der nördlichste Punkt der Insel.
Das Advisory Committee on Antarctic Names benannte es 2003 nach Ralph Paul LeBlanc (1921–1994), Kommandant an Bord einer Martin PBM Mariner während der Operation Highjump (1946–1947), die am 30. Dezember 1946 auf der Noville-Halbinsel abstürzte. LeBlanc war einer von sechs Überlebenden der neunköpfigen Mannschaft, die am 12. Januar 1947 gerettet wurden.